# USS Saratoga (CV-60)
USS Saratoga (CV-60) je bio američki nosač zrakoplova u sastavu Američke ratne mornarice i jedan od nosača klase Forrestal. Bio je šesti brod u službi Američke ratne mornarice koji nosi ime Saratoga. Služio je od 1956. do 1994. godine.
Povučen je iz službe 1994. godine i čeka konačnu sudbinu. Predloženo da postane brodski muzej.

### Zajednički poslužitelj
|  | Zajednički poslužitelj ima stranicu o temi USS Saratoga (CV-60)    |
|  | Zajednički poslužitelj ima još gradiva o temi USS Saratoga (CV-60) |